# Vịnh Yos Sudarso
Vịnh Yos Sudarso (tiếng Indonesia: Teluk Yos Sudarso) trước đây còn có tên là Vịnh Humboldt là một vịnh nhỏ thuộc Indonesia. Vịnh này nằm ở bờ biển phía bắc New Guinea, khoảng 50 kilomet về phía tây biên giới giữa tỉnh Papua và nước Papua New Guinea. Thủ phủ Jayapura của tỉnh Papua thuộc Indonesia nằm trên vịnh này.

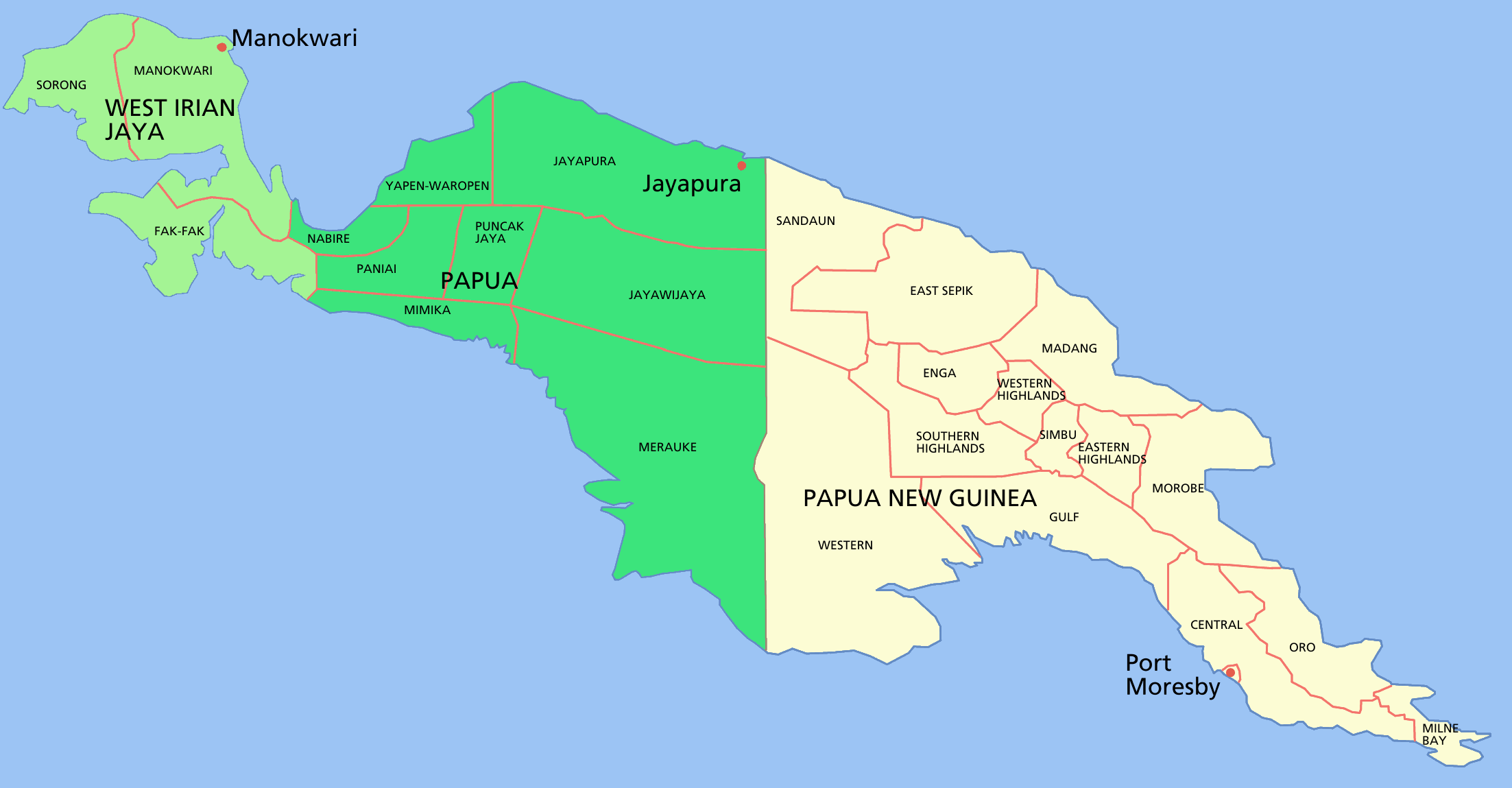
New Guinea. Click vào bản đồ để xem vị trí Jayapura và Teluk Yos Sudarso. Vịnh là vùng không được chú thích đông bắc thành phố, và nằm ở trung tâm bờ biển phía bắc đảo.

Kể từ đầu thế kỷ 20, cả vịnh và thành phố đều có những cái tên khác nhau, thường được phát âm khác biệt trong tiếng Anh. Tên hiện tại của vịnh là nhằm vinh danh Đô đốc Yos Sudarso của Indonesia, hi sinh vào năm 1962 trong một cuộc hải chiến giữa người Hà Lan và Indonesia.
Trong Thế chiến II Teluk Yos Sudarso được biết đến với cái tên vịnh Humboldt, và Jayapura có tên là Hollandia. Nhật Bản chiếm nơi này vào tháng 4 năm 1942, và được giải phóng bởi lực lượng Hoa Kỳ vào ngày 22 tháng 4 năm 1944, và sau đó trở thành căn cứ khổng lồ của Hải quân Hoa Kỳ. Đây là nơi đặt tổng hành dinh Tướng Douglas MacArthur cho đến chiến dịch Philippines tháng 3 năm 1945.